# Karizma (cântăreață)
Karizma, pe numele său real Olga Fesenco (n. 3 ianuarie 1988, Chișinău), anterior cunoscută și ca Alexa, este o cântăreață de muzică pop din Republica Moldova.

## Biografia și cariera
Olga Fesenco s-a născut pe 3 ianuarie 1988, în Chișinău, Republica Moldova și a început să cânte la o vârstă fragedă. A studiat la Academia de Muzică, Teatru și Arte Plastice din Chișinău.
A participat la diverse festivaluri internaționale: în România, Ucraina, Turcia, Belgia, Franța, Spania, Italia și Canada.
A obținut premii la  multe festivaluri: Locul II la „Steluțele Mării”, România (2003); Locul III la „Perlele Berlinului”, Germania (2003); Locul II la „Kaunas 2004”, Lituania (2004); Locul II la „Micul Prinț”, Moldova (2004); Locul II la „Opus Buen Viaje”, Spania (2006). În septembrie 2005 a participat la Seara Basarabenilor „Cerbul de Aur”, România.
Are la activ colaborări cu compozitori și textieri binecunoscuți: Mihai Dolgan, Marian Stîrcea, Georgeta Voinovan, Corina Boahe, Andrei Strîmbeanu, Efim Krimerman ș.a.
În 2009 Olga Fesenco și-a schimbat numele scenic în Karizma. Aceasta ar fi avut loc deoarece în România numele scenic „Alexa” a fost înregistrat ca brand de către Cat Music prin certificatul de înregistrare a mărcii nr.93741. În același an a câștigat marele premiu la Festivalul de la Mamaia.
Tot în 2009 ea a lansat single-ul "On & On", iar în anul următor a lansat primul ei videoclip pentru piesa "On My Way". În 2011 Karizma a lansat un nou single intitulat „I'll Give It Away”.
Karizma este căsătorită și așteaptă un copil.

### Eurovision
În 2005, ea a participat la prima selecție națională a Republicii Moldova pentru Eurovision Song Contest, când țara a ajuns să debuteze la Eurovision 2005. Ea a concurat în finala națională cu piesa "Un sărut" și a terminat pe locul 9 din 15 participanți. În 2008, ea a făcut o altă încercare de a reprezenta Republica Moldova la concurs cu piesa "We Are One". După ce a primit scoruri mari atât de la telespectatori cât și de la juriu, obținând cel mai mare scor din partea publicului, a terminat pe locul al treilea, la trei puncte în spatele câștigătorului Geta Burlacu. În anul următor a participat în finala națională cu piesa "A Flight to the Light". Cu această piesă a reușit să ajungă pe cea mai bună poziție a sa vreodată în finala națională după ce a terminat pe locul al doilea în spatele lui Nelly Ciobanu. În 2011, ea a făcut o altă încercare în competiție, de data aceasta cu piesa "When Life is Grey". De la telespectatori ea a primit cel mai mare punctaj dintre toți, dar primind note mici de la juriu a terminat pe locul al patrulea, cu 13 puncte. În 2013 ea participă la selecție a Republicii Moldova pentru Eurovision 2013, împreună cu Cristina Croitoru și cu piesa "Never Fall Again".

## Discografie

### Single-uri
- 2005 – "Un sărut"
- 2008 – "We Are One"
- 2009 – "A Flight to the Light"
- 2009 – "On & On"
- 2010 – "On My Way"
- 2011 – "When Life is Grey"
- 2011 – "I'll Give it Away"
- 2013 – "Never Fall Again" (feat. Cristina Croitoru)